# Kalotermitidae
Calotermitinae, Electrotermitinae, Glyptotermitinae, Kalotermitinae
Famille
Les Kalotermitidae sont une famille de termites à la distribution circumtropicale cosmopolite et qui se rencontre dans des environnements arides.

## Biologie
Les Kalotermitidae sont « primitifs » dans la morphologie, le comportement de nidification et l'organisation sociale. Contrairement aux autres espèces de termites, ils n'ont pas besoin d'entrer en contact avec le sol et vivent exclusivement dans des excavations en bois, sans architecture de nidification élaborée.
Ces termites ont un mécanisme adaptatif pour conserver l'eau. La matière non digérée dans le tube digestif passe par des glandes rectales spécialisées dans l'intestin postérieur. Ces glandes réabsorbent l'eau des matières fécales. Ils peuvent tolérer des conditions sèches pendant de longues périodes, recevant toute l'humidité dont ils ont besoin du bois dans lequel ils vivent et qu'ils consomment. Leurs mandibules sont également enrichies en zinc, comme une adaptation à la source de nourriture mécaniquement difficile du bois sec.
Leur régime alimentaire à base de bois sec fait de beaucoup d'entre eux des ravageurs économiques et urbains, causant des dommages aux meubles, aux tours de services publics, au bois stocké et aux bâtiments. La distribution mondiale des Kalotermitidae peut être partiellement attribuable au flottage et au transport du bois. L'espèce Cryptotermes brevis est particulièrement répandue comme ravageur aux États-Unis et se trouve à Hawaï, en Floride et le long de la côte sud-est.

## Reproduction
Comme les autres termites, les Kalotermitidae sont eusociaux. Cependant, leur distinction de caste est relativement souple, et il leur manque une véritable caste ouvrière ; au lieu de cela, les pseudergates (« faux travailleurs» ) servent de travailleurs avant de se transformer une fois adulte en soldat ou en individu ailé. L'apparition d'ouvrières immatures chez les Kalotermitidae est possible en raison de leur cycle de vie hémimétabolique ; ces immatures sont de « faux » ouvriers car, contrairement aux groupes eusociaux holométaboles, aucun stade nymphal ne délimite clairement l'immaturité et l'âge adulte, et leur rôle d'ouvriers est temporaire. Les pseudergates peuvent être différenciés des autres catégories d'immatures par l'absence de bourgeons alaires (qui sont déjà présents chez la plupart des insectes hémimétaboles à leur premier stade) et ne sont pas nécessairement le seul constituant de la force de travail générale dans une colonie de kalotermitidés.
Les termites ailés volent pendant les journées chaudes et ensoleillées, lorsque les températures varient de 27 à 38 °C. Ils sortent de trous de sortie dans le bois et s'envolent dans toutes les directions. Ils présentent un comportement phototrope pendant les vols de dispersion, s'agrégeant souvent aux lumières, avec au moins une espèce montrant une préférence pour la lumière avec une longueur d'onde comprise entre 460 et 550 nm. Après l'atterrissage, ils cassent leurs ailes, ce qu'ils font en tenant leurs bouts d'ailes contre un substrat et en tournant jusqu'à ce que l'aile se brise à la base. Les offres[Quoi ?] trouvent un compagnon et s'engagent dans une activité de cour. Le roi et la reine s'unissent pour la vie.

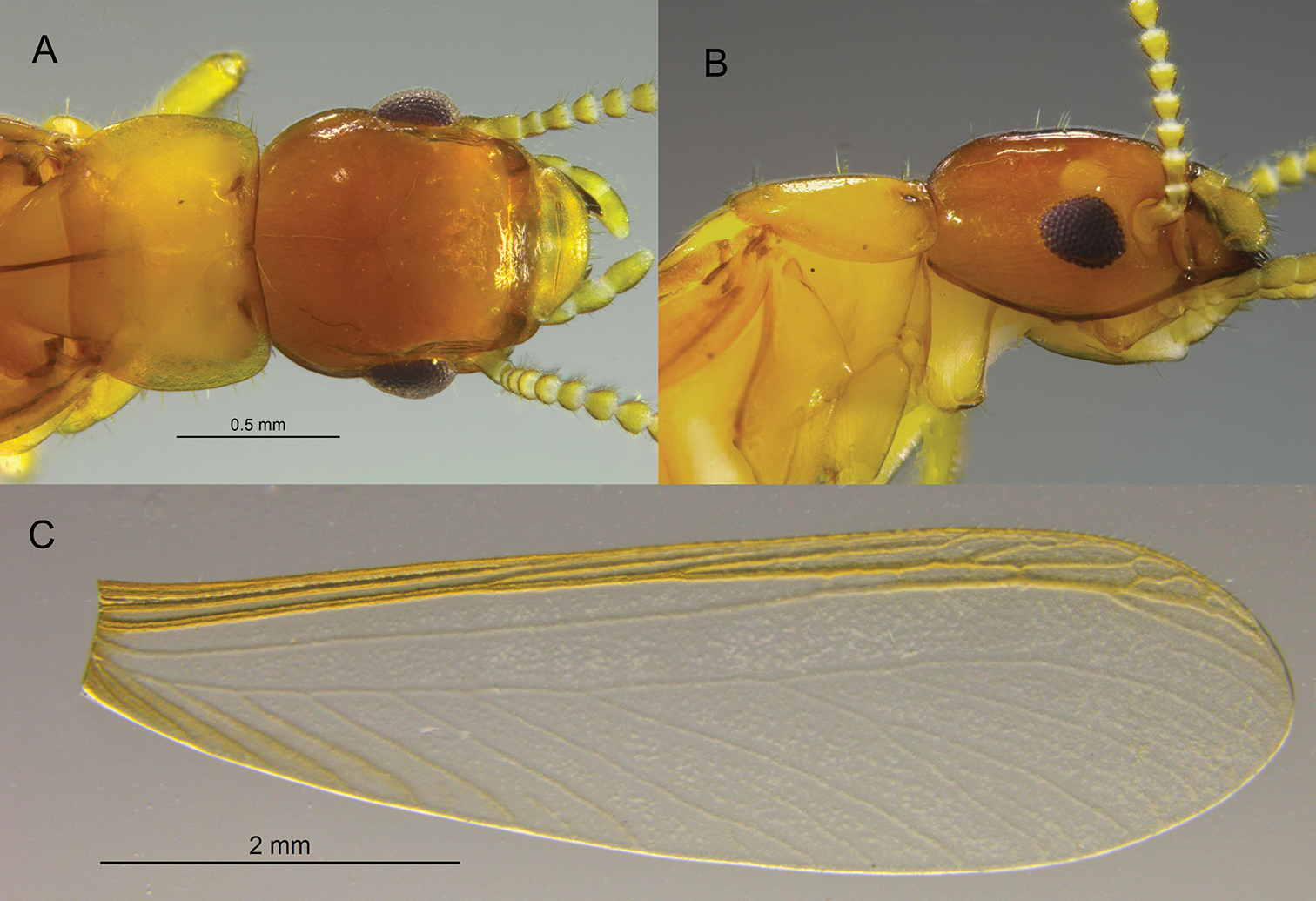
Tauritermes bandeirai adulte : tête et aile.
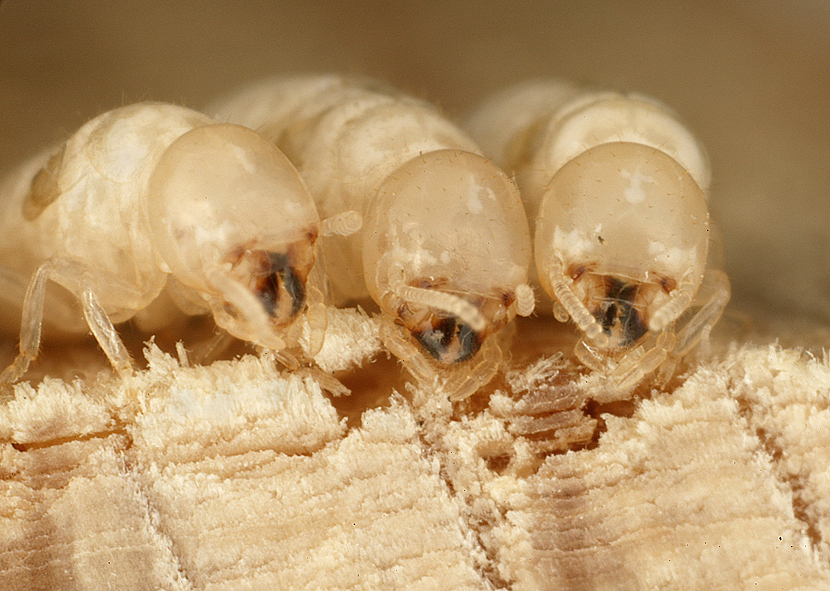
Larves de Cryptotermes domesticus.
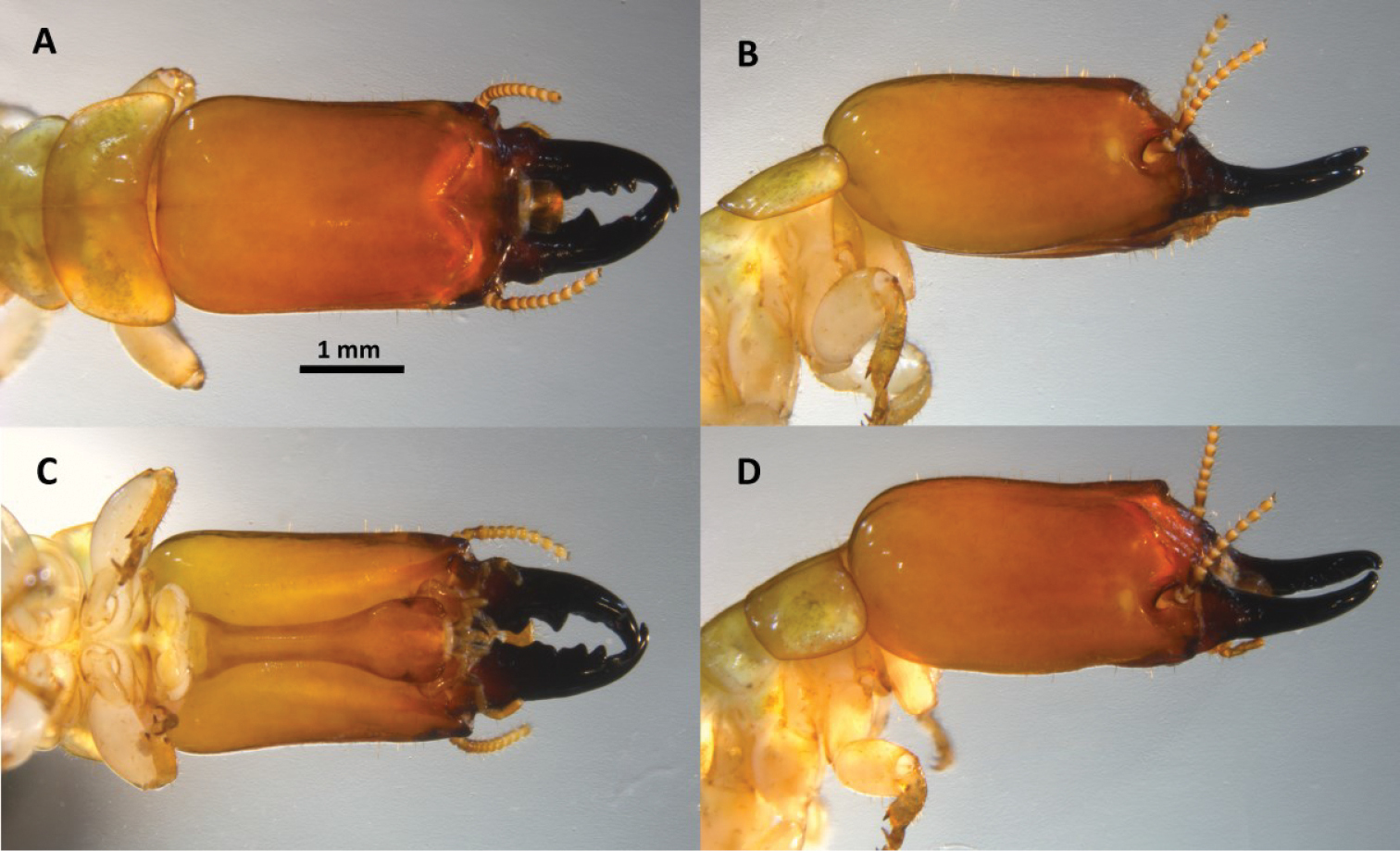
Larve de Neotermes aburiensis : tête.
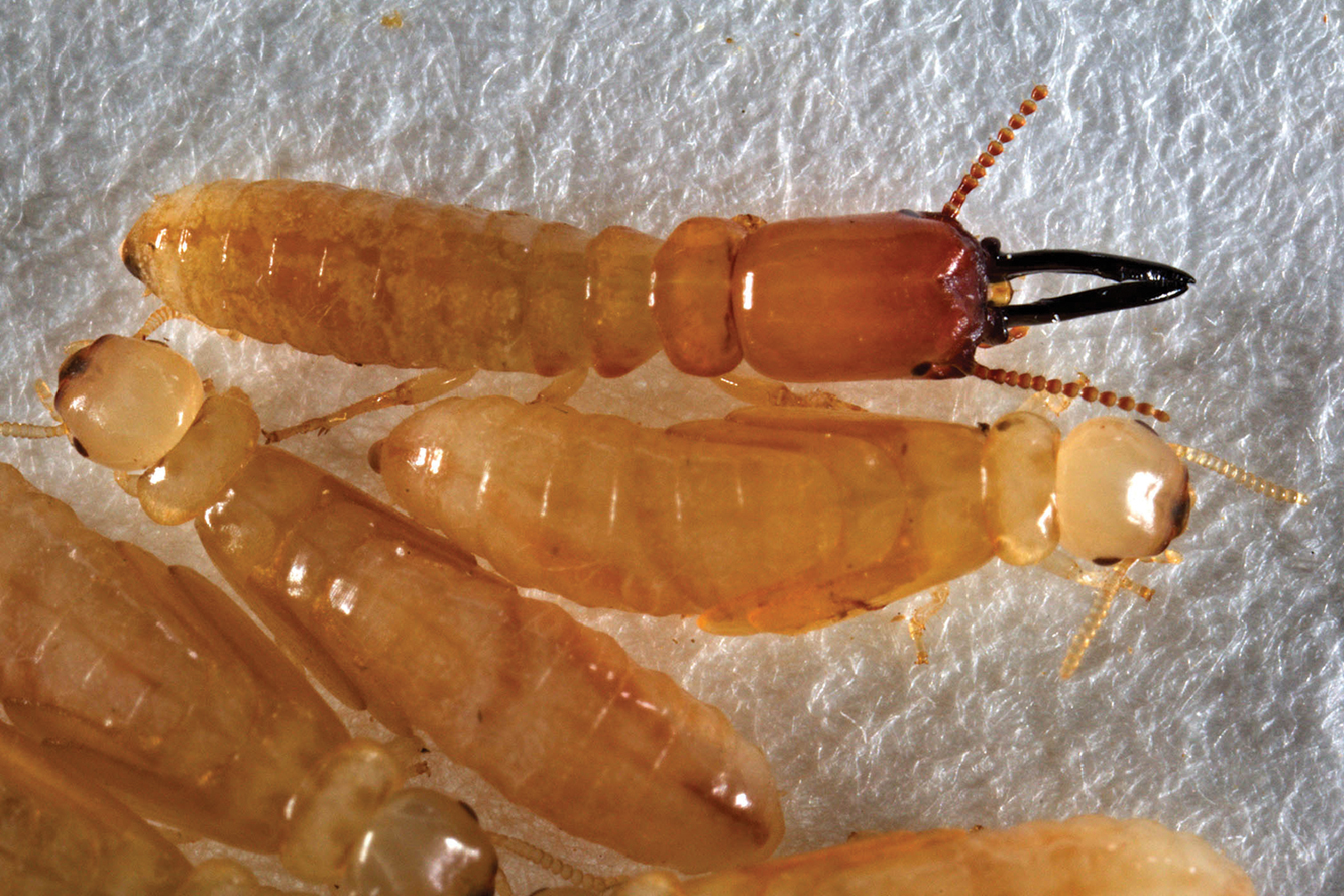
Larves de Roisinitermes ebogoensis.

## Systématique
Les Kalotermitidae appartiennent aux « termites inférieurs », un assemblage paraphylétique aujourd'hui obsolète qui classe les termites en fonction de la présence (« inférieurs ») ou de l'absence (« supérieurs ») de flagellés intestinaux endosymbiotiques en plus des bactéries. Les termites « inférieurs » comprennent toutes les familles de termites à l'exception des Termitidae, qui constituent à eux seuls les termites « supérieurs ». Des études phylogénétiques récentes ont soutenu les Kalotermitidae en tant que groupe monophylétique,,
Les Kalotermitidae n'ont pas de classification reconnue au-dessus des genres, les relations entre elles sont encore largement inconnues et peu étudiées. Des preuves moléculaires limitées soutiennent le genre Kalotermes en tant que lignée basale au sein de la famille, c'est donc l'une des plus anciennement diversifiées, ainsi que deux branches principales, dans lesquelles Kalotermes est la sœur de Ceratokalotermes. Cependant, cela contredit partiellement les phylogénies morphologiques plus anciennes et est le résultat d'une étude limitée à huit genres.

### Synonymes
Selon le Catalogue of Life (9 juillet 2022) :
- Calotermitinae Froggatt, 1897
- Electrotermitinae Emerson, 1942
- Glyptotermitinae Froggatt, 1897
- Kalotermitinae Froggatt, 1897

### Liste des genres
Selon GBIF (9 juillet 2022) :
- Allotermes Wasmann, 1910
- Bicornitermes Krishna, 1961
- Bifiditermes Krishna, 1961
- Calcaritermes Snyder, 1925
- Ceratokalotermes Krishna, 1961
- Comatermes Krishna, 1961
- Cryptotermes Banks, 1906
- Endamoebites Poinar, 2009
- Eucryptotermes Holmgren, 1911
- Glyptotermes Froggatt, 1897
- Incisitermes Krishna, 1961
- Kachinitermopsis Engel & Delclós, 2010
- Kalotermes Hagen, 1853
- Longicaputermes Ghesini, Marini & Simon, 2014
- Marginitermes Krishna, 1961
- Neotermes Holmgren, 1911
- Paraneotermes Light, 1934
- Postelectrotermes Krishna, 1961
- Procryptotermes Holmgren, 1910
- Proneotermes Holmgren, 1911
- Pterotermes Holmgren, 1911
- Roisinitermes Scheffrahn, 2018
- Rugitermes Holmgren, 1911
- Tanytermitalis Engel & Cai, 2021
- Tauritermes Krishna, 1961